# Chilenische Badmintonmeisterschaft 2012
Die Chilenische Badmintonmeisterschaft 2012 fand vom 30. Juni bis zum 1. Juli 2012 in Concón statt. Es war die erste Austragung der nationalen Titelkämpfe im Badminton in Chile.

## Austragungsort
- Gimnasio Club Deportivo Refineria Aconcagua, Concón

## Medaillengewinner
| Disziplin    | Gold                          | Silber                        | Bronze                              |
| ------------ | ----------------------------- | ----------------------------- | ----------------------------------- |
| Herreneinzel | Cristian Araya                | Esteban Mujica                | Bernardo Villegas                   |
| Herreneinzel | Cristian Araya                | Esteban Mujica                | Iván León                           |
| Dameneinzel  | Chou Ting Ting                | Camila Macaya                 | Paula Lillo                         |
| Dameneinzel  | Chou Ting Ting                | Camila Macaya                 | Mixi Peña                           |
| Herrendoppel | Cristian Araya Esteban Mujica | Iván León Bastian Lizama      | Agustin Bastias Ricardo Muñoz       |
| Herrendoppel | Cristian Araya Esteban Mujica | Iván León Bastian Lizama      | Helio Alvarez Mauricio Muñoz        |
| Damendoppel  | Chou Ting Ting Camila Macaya  | Victoria Perez Mixi Peña      | Andrea Montero Carolina Moya        |
| Damendoppel  | Chou Ting Ting Camila Macaya  | Victoria Perez Mixi Peña      | Paula Lillo Sara Megé               |
| Mixed        | Cristian Araya Camila Macaya  | Esteban Mujica Chou Ting Ting | Jose Manuel Undurraga Carolina Moya |
| Mixed        | Cristian Araya Camila Macaya  | Esteban Mujica Chou Ting Ting | Emilio Inostroza Mixi Peña          |